# Februari 2009
| Februari 2009 |
| Månader under 2009: Januari · Februari · Mars · April · Maj · Juni · Juli · Augusti · September · Oktober · November · December ← December 2008 · Januari 2010 → |

## Händelser
- 1 februari
  - Jóhanna Sigurðardóttir tillträder som Islands statsminister.
  - Kirill av Moskva tillträder som patriark av Rysk-ortodoxa kyrkan.
- 5 februari - I Sverige enas den borgerliga alliansens fyra partiledare om den svenska energipolitiken, vilket innebär att förbudet mot nybyggnad av kärnkraft upphävs.
- 7 februari - Allvarliga bränder i Victoria, Australien utbryter efter torka och värmebölja.
- 10 februari - Israel går till parlamentsval där regeringspartiet Kadima vinner med ett mandat över oppositionspartiet Likud. Dock får Likud uppdraget att bilda regering.
- 11 februari - Morgan Tsvangirai tillträder som Zimbabwes premiärminister efter nästan ett års förhandlingar.
- 12 februari - Satelliterna Iridium 33 och Kosmos 2251 kolliderar. Det är den första gången två satelliter krockar med varandra.[1]
- 22 februari - Oscarsgalan 2009 äger rum. Slumdog Millionaire belönas med åtta Oscar i bland annat kategorierna bästa film och bästa regi. Sean Penn belönas i kategorin bästa manliga huvudroll för Milk och Kate Winslet belönas i kategorin bästa kvinnliga huvudroll för  The Reader.
- 24 februari - I Sverige offentliggör kronprinsessan Victoria och Daniel Westling att de förlovat sig och att bröllop ska äga rum under försommaren 2010.

### Fotnoter
1. ↑  ”Första trafikolyckan i rymden”. Aftonbladet. 12 februari 2009. http://www.aftonbladet.se/nyheter/article11651581.ab. Läst 11 september 2016.